# Hatakaze (1924)
El Hatakaze (旗風 bandera al viento?) fue el quinto destructor de la clase Kamikaze. Sirvió en la Armada Imperial Japonesa durante la segunda guerra sino-japonesa y la Segunda Guerra Mundial. 

## Historia
Su primera acción de combate destacable durante la Segunda Guerra Mundial fue la batalla del Estrecho de la Sonda, donde torpedeó a los cruceros USS Houston y HMAS Perth. El resto de la guerra estuvo destinado a misiones de patrulla y escolta de convoyes, sin recibir ningún daño en combate, pero una explosión accidental el 3 de marzo de 1943 lo mantuvo en reparaciones durante seis meses. 
Una vez reparado, y siguiendo con sus misiones de escolta, resultó hundido por un ataque aéreo el 15 de enero de 1945 en la posición 22°37′N 120°15′E / 22.617, 120.250, en Kaohsiung, Taiwán.

### Buques de la clase
- Asakaze
- Asanagi
- Harukaze
- Hayate
- Kamikaze
- Matsukaze
- Oite
- Yūnagi

### Buques similares
- Clase Minekaze
- Clase Mutsuki

### Listas relacionadas
- Anexo: Buques de la Armada Imperial Japonesa